# Pawieł Czasnouski
Pawieł Czasnouski (biał. Павел Часноўскі, ros. Павел Чесновский, Pawieł Cziesnowskij; ur. 4 marca 1986 w Mińsku) – białoruski piłkarz grający na pozycji bramkarza.